# Reichsführer-SS

Stendardo del Reichsführer-SS

Il grado di Reichsführer-SS era il grado più alto delle SS.
Istituito per la prima volta nel 1925 da Julius Schreck. Indicava il "comandante in capo delle SS". Il suo omologo nella Wehrmacht è il grado di Reichsmarschall, detenuto allora solo da Hermann Göring (comandante in capo della Luftwaffe e ufficiale più alto in grado della Wehrmacht).
Heinrich Himmler (Reichsführer-SS) e Hermann Göring (Reichsmarschall) sono considerati gli uomini più potenti e influenti del Terzo Reich dopo Adolf Hitler in quanto comandanti in capo dei due stati maggiori tra i più importanti della Germania nazista, ovvero la Luftwaffe (Göring) e le SS (Himmler).

Mostrine

Spalline di servizio

## Comandanti Generali delle SS
| Nº | Ritratto | Nome             | Inizio incarico | Fine incarico  |
| -- | -------- | ---------------- | --------------- | -------------- |
| 1  |          | Julius Schreck   | 4 aprile 1925   | 15 aprile 1926 |
| 2  |          | Joseph Berchtold | 15 aprile 1926  | 1º marzo 1927  |
| 3  |          | Erhard Heiden    | 1º marzo 1927   | 6 gennaio 1929 |
| 4  |          | Heinrich Himmler | 6 gennaio 1929  | 29 aprile 1945 |
| 5  |          | Karl Hanke       | 29 aprile 1945  | 8 maggio 1945  |